# 統一人民力量
統一人民力量，又译统一国民力量，是一个由斯里兰卡反对党领袖萨吉特·普雷马达萨领导的政党联盟（拥有注册政党资格），為斯里兰卡目前主要的反對派。该联盟是在統一国民党工作委员会的批准下成立，以竞选2020年斯里兰卡议会选举。

## 历史
2020年2月11日，該联盟的政党资格獲斯里兰卡选举委员会正式承認。次日，民族遗产党、斯里兰卡穆斯林大会和泰米尔进步联盟加入联盟。联盟成立仅6个月就赢得54席，成为主要的反对派。随着时间的推移，聯盟转向支持偏进步民主的中间主义，甚至支持部分社會民主主義（中間偏左）理念。